# Lower Salem (Ohio)
Lower Salem est un village américain situé dans le comté de Washington, dans l'Ohio. Selon le recensement de 2010, sa population est de 86 habitants.